# Tara (Rusko)
Tara (rusky Тара) je město v Omské oblasti v Ruské federaci. Při sčítání lidu v roce 2010 měla přes sedmadvacet tisíc obyvatel a po více než miliónovém Omsku je druhým největším městem oblasti.

## Poloha
Tara leží v jižní části Západosibiřské roviny na levém, jihozápadním břehu Irtyše, přítoku Obu. Stejnojmenná řeka Tara se do Irtyše vlévá zprava přibližně pětadvacet kilometrů jihovýchodně od města. Od Omsku, správního střediska oblasti, je Tara vzdálena přibližně tři sta kilometrů severně.

## Dějiny
Tara byla založena roku 1594 kozáky pod vedením knížete Andreje Jeleckého jako ostrog na tehdejší jižní hranici Rusy ovládaného území, původně na soutoku Tary a Irtyše. Jedná se o úplně první ruské osídlení na zemí moderní Omské oblasti. Stala se důležitým střediskem obchodu s Džungarií a Turkestánem, odkud každoročně přicházely obchodní karavany. Prodávaly se zde sobolí, veverčí, liščí a norkové kožešiny, kupovalo se zde hedvábí, čaj a ovoce. Kvůli převážně dřevěné zástavbě Tara opakovaně vyhořela (1629, 1658, 1669) a po posledním zmíněném požáru byla posunuta pětadvacet kilometrů níže po proudu.
V roce 1722 část tarského obyvatelstva odmítla přísahat věrnost dědicům cara Petra I., začala tzv. tarská vzpoura. Do města dorazily z Tobolsku trestné oddíly plukovníka Batasova. Sedmdesát povstalců se uchýlilo do domu plukovníka Němčinova a vzdorovalo. 26. června 1722 se 49 povstalců vzdalo, zbytek se odpálil prachovou náloží i s celým domem. Pět z nich zemřelo, ostatní výbuch přežili, byli vyléčeni a pak veřejně popraveni pro svou vzpouru. Po masových popravách se počet obyvatel Tary snížil téměř na polovinu a téměř 500 domů bylo zničeno.
Po založení Omské pevnosti a vybudování sibiřského traktu podstatně jižněji ztratila Tara v první polovině 18. století svůj hospodářský i strategický význam, nicméně v roce 1782 se stala újezdním městem v tehdejší Tobolské gubernii.
Další snížení významnosti přišlo na konci 19. století s výstavbou Transsibiřské magistrály rovněž několik set kilometrů jižněji. Jen nález ropy zabránil tomu, aby se město stalo ve 20. století zcela bezvýznamným.
V březnu 1918 se v Taře konal první krajský sjezd sovětů, který vyhlásil sovětskou moc. První sověty v Taře existovaly jen tři měsíce. Od června 1918 do listopadu 1919 bylo město pod vládou protisovětských sil, mimo jiné od listopadu 1918 bylo pod vládou admirála Kolčaka. Od listopadu 1919 bylo město pod sovětskou mocí.
V lednu 1920 se ve městě začaly vydávat první místní noviny.
Během druhé světové války bojovalo na frontě 16 tisíc lidí z Tary, téměř 7 tisíc z nich zahynulo.
V roce 2004 byl ve městě postaven Samsonovský most přes řeku Irtyš.

## Doprava
Ve městě je autobusová doprava, říční přístav a menší obchodní letiště. Tara je spojena pravidelnými autobusovými linkami s Omskem, vesnicemi v okolí města a okresními městy Omské oblasti.
Nejbližší železniční nádraží je stanice Ljubinskaja (285 km od Tary). Nejbližší velké osobní letiště je v Omsku.

## Kultura
Významnou památkou je Chrám Spasitele z roku 1760, který patří mezi ukázkové stavby takzvaného sibiřského baroka.